# Microregione di Tucuruí
La Microregione di Tucuruí è una microregione dello Stato del Pará in Brasile, appartenente alla mesoregione di Sudeste Paraense.

## Comuni
Comprende 6 comuni:
- Breu Branco
- Itupiranga
- Jacundá
- Nova Ipixuna
- Novo Repartimento
- Tucuruí